# Geothespis australis
Geothespis australis es una especie de mantis de la familia Mantidae. Es el único miembro del género monotípico Geothespis.

## Distribución geográfica
Se encuentra en Namibia y posiblemente en Australia.